# Hans vom Kothen
Hans vom Kothen, auch Hans von Kothen (* 1. Dezember 1894 in Neuss; † 23. November 1969 in Pfullingen) war ein deutscher Politiker und Gauleiter (NSDAP).

## Leben
Hans vom Kothen besuchte die Volksschule und schloss das Gymnasium mit dem Abitur ab. Anschließend begann er ein Psychologiestudium, welches er abschloss.
Am 3. November 1923 trat er kurz vor dem Parteiverbot Ende des gleichen Monats in die NSDAP ein. Zum 1. Dezember 1930 schloss er sich erneut der neu gegründeten NSDAP an (Mitgliedsnummer 378.102).
Ab Juli 1931 war er zunächst Kreisleiter im Untertaunuskreis und wurde im November 1932 als stellvertretender Gauleiter nach Kärnten versetzt. Am 1. Februar 1933 wurde er auf Initiative von Theodor Habicht als Nachfolger des von Habicht enthobenen Hugo Herzog Gauleiter der NSDAP des Reichsgaues Kärnten. Aufgrund des Politikwechsels Deutschlands gegenüber Österreich nach dem Röhm-Putsch musste er im Juli 1934 nach Deutschland zurückkehren.
Später ließ er sich in Garmisch, Wachsensteinstraße 13, nieder und kandidierte auf dem Wahlvorschlag der NSDAP auf dem Listenplatz mit der Nummer 483 bei der Wahl zum Deutschen Reichstag am 29. März 1936, zog aber nicht in den nationalsozialistischen Reichstag ein.
Am 16. Dezember 1939 erfolgte sein Ausschluss aus der NSDAP. Ihm wurde der Verstoß gegen das Arbeitsethos und die guten Sitten zur Last gelegt, weswegen er zusätzlich zum Parteiausschluss drei Monate Haft erhielt. Ein Einspruch gegen den Parteiausschluss vor dem Obersten Parteigericht scheiterte am 22. Januar 1940.
Anschließend war er als freier Handelsvertreter tätig und betätigte sich in den der SS unterstellten Deutschen Erd- und Steinwerke.
Nach dem Krieg bemühte er sich nachdem er bereits unter Otto Orlowsky beim Verlag gearbeitet hatte, den esoterischen, okkulten Baum-Verlag gemeinsam mit Karl Otto Schmidt, welcher den Verlag bis zum Verbot 1941 gemeinsam mit Orlowsky geleitet hatte, wieder aufzubauen. 1949/50 konnte er die Wiederzulassung des Verlags erreichen und die Hauptpublikation Die weiße Fahne erschien wieder. Nach seinem Tod 1969 konnte kein Nachfolger an der Verlagsspitze gefunden werden, sodass der Verlag an den Hermann Bauer Verlag verkauft werden musste.
1955 erwarb er einen weiteren Verlag. Der Verlag erhielt den Namen Einhorn-Verlag Hans von Kothen und Kothen verlegte den Verlagssitz nach Pfullingen, wo er wohnte. 1957 strukturierte er den Verlag um und gab das Verlagsgeschäft auf, um sich nur noch als Versandbuchhandlung zu positionieren. Mitte März 1970 wurde der Einhorn-Verlag Hans von Kothen durch die Erben an Eduard Dietenberger verkauft, der fortan offiziell den Namen Einhorn-Verlag führen konnte.